# Triodia procera
Triodia procera är en gräsart som beskrevs av Robert Brown. Triodia procera ingår i släktet Triodia och familjen gräs. Inga underarter finns listade i Catalogue of Life.